# 옥이 엄마
"옥이 엄마"는 1965년 공개된 대한민국의 영화이다.

## 배역
- 김승호
- 김지미
- 이대엽
- 김석훈
- 최지희
- 이수련
- 최남현
- 서영춘